# Thottea racemosa
Thottea racemosa är en piprankeväxtart som först beskrevs av João de Loureiro, och fick sitt nu gällande namn av Ding Hou. Thottea racemosa ingår i släktet Thottea och familjen piprankeväxter. Inga underarter finns listade i Catalogue of Life.